# Пуглъярви
Пуглъярви — озеро на территории Чернопорожского сельского поселения Сегежского района Республики Карелии.

## Общие сведения
Площадь озера — 2,8 км², площадь водосборного бассейна — 63,6 км². Располагается на высоте 121,4 метров над уровнем моря.
Форма озера продолговатая: оно вытянуто с северо-запада на юго-восток. Берега преимущественно заболоченные.
Через озеро протекает река Паюдеж, впадающая в озеро Верхняя Онигму, протокой соединяющееся с озером Нижней Онигмой. Из Нижней Онигмы берёт начало река Онигма, втекающая в Ондское водохранилище. Через Ондское водохранилище протекает река Онда, впадающая в Нижний Выг.
В юго-восточную оконечность Пуглъярви впадает ручей Конды, вытекающий из Шуминозера.
Код объекта в государственном водном реестре — 02020001311102000008401.